# Yengisar
Yengisar is een plaats langs de zuidelijke Zijderoute in de Chinese autonome regio Xinjiang, 60 kilometer ten zuiden van Kashgar. Het staat bekend om de vervaardiging van messen, die de Oeigoeren als traditioneel wapen bij zich dragen.